# Beholder
En beholder eller tank er en genstand, som bliver anvendt til at opbevare eller transportere forskellige former for stoffer eller genstande i. Ordet tank kommer fra Indien.
En beholder er karakteriseret ved at have et vist indre rumfang, ydre rumfang, form og beholderens fysiske materialeegenskaber, eksempelvis:
- Fleksibilitet
- Holdbarhed
- Styrke
- Tæthed

Eksempler på beholdere (for eksempler på vandbeholdere se denne):
- Dåse
  - Drikkedåse
  - Konservesdåse
- Flaske
- Kasse
- Skibscontainer
- Spand
- Æske

Beholdere kan for eksempel anvendes til:
- Pulvere – mel, krydderi
- Væsker – vand, ethanol
- Gasser – nitrogen, helium
- – til andre stoffaser
- – til genstande – små som store:
  - Fødevarer – korn, majs
  - Grus, sand, ral, jord